# Sinodij
Sinodij (Synodion, Synodium) je bio prapovijesni delmatski grad.
Nalazio se u jugoistočnom dijelu Petrova polja, na Balinoj glavici na području današnjih Umljanovića u Općini Ružić, u blizini Drniša. U okolici Sinodija u jednom uskom i šumovitom klancu Delmati su 48./47. g. prije Krista, porazili Rimljane. Poginulo je 2000 vojnika, 38 centuriona i 4 tribuna. Godine 34. prije Krista Oktavijan, potonji rimski car August, je zauzeo Sinodij.
Ubikaciji Sinodija pomogao je i naziv Šinod ili Šenedija za ruševine na Balinoj glavici, a koji se u narodu sačuvao do današnjih dana.
Nakon konačnog pokoravanja Ilirika, u 1. ili 2. stoljeću nakon Krista, na lokaciji Sinodija razvio se antički municipij Magnum.